# Avoca (village, New York)
Pour les articles homonymes, voir Avoca.
Ne doit pas être confondu avec Avoca (ville, New York).
Avoca est un village du comté de Steuben, dans l'État de New York, aux États-Unis,. En 2010, il comptait une population de 946 habitants.

## Démographie
Lors du recensement de 2010, la ville comptait une population de 946 habitants, tandis qu'en 2019, elle est estimée à 894 habitants.